# 工藤奈穂
工藤 奈穂（くどう なお）は、大分県と福岡県を中心に活動するフリーアナウンサーで、元NHKの契約キャスターである。
フリーになったのちに、阿部奈穂（あべ・なお）と名前を変えて活動中。

## 経歴
- 大分県由布市挾間町出身で、大分県立大分豊府高等学校、九州大谷短期大学卒。現在も同市在住。
- KBCラジオのひまわりのリポーターとして活動（1998 - 2002）。同期にはKBCラジオパーソナリティーの原田愛子がいる。
- 2002年からは地元大分に拠点に移し、NHK大分の夕方のニュース番組でキャスターを務める。
- 情報ボックス大分、オアシステレビ大分、大分ホットニュースと3つの番組にわたり、8年、ニュースのキャスターを担当する。
- 全国放送では、お元気ですか日本列島、おはよう日本、福祉ネットワークのナレーションも担当した。
- 大分ホットニュースでは、NHKアナウンサーの富田典保とのコンビが定着していたが、2010年春に、両キャスターともに卒業した。
- 2010年春からは、OBSラジオパーソナリティ。
- 2010年秋からは、FM大分パーソナリティ。

## エピソード
- 趣味は、バイクでおでかけ、フラ、本屋めぐり。

## 出演番組
- 栗田善成の元祖ラジオ本舗（KBCラジオ）
- びっくり!!パワーシャベル（KBCラジオ）
- 中島浩二の音楽でいこう（KBCラジオ）
- 大分ホットニュース（NHK）
- MUSIC　UPDATE（FM大分）
- 耳よりホームドクター（OBSラジオ）

など多数。